# WEC 49
WEC 49: Varner vs. Shalorus（ダブリューイーシー・フォーティーナイン：ヴァーナー・ヴァーサス・シャロルス）は、アメリカ合衆国の総合格闘技団体「WEC」の大会の一つ。2010年6月20日、カナダ・アルバータ州エドモントンのレクソール・プレイスで開催された。

## 大会概要
アメリカ合衆国外で初めて開催されたWECの大会となった。
メインイベントでは元ライト級王者のジェイミー・ヴァーナーがキャリア無敗のカマル・シャロルスと対戦した。元々はWEC 48での対戦が予定されていたが、シャロルスの負傷で今大会に延期となった。試合ではシャロルスが2ラウンドにローブローで1ポイントの減点となり、三者三様の判定で引き分けとなった。計3度の急所蹴りを受けたヴァーナーは「僕は絶対に勝っていた」とコメントした。
セミファイナルではマーク・ホーミニックとイーブス・ジャボウィンの地元カナダ勢同士の対戦となり、激しい打撃戦となった。ホーミニックは2ラウンドにジャボウィンにダウンを奪われるも、リバーサルからマウントパンチでTKO勝ちとなった。
ISCF世界バンタム級王者クリス・カリアソ、キャリア8戦全勝のアンソニー・レオーネ、6戦全勝のダニー・ダウンズがWECデビュー。

## 試合結果

### プレリミナリィカード
第1試合 キャッチウェイトバウト（142ポンド） 5分3R
○  ヘナン・バラオン vs.  アンソニー・レオーネ ×
3R 2:29 腕ひしぎ十字固め
第2試合 バンタム級 5分3R
○  クリス・カリアソ vs.  ハファエル・ヒベイロ ×
3R終了 判定3-0（30-26、29-28、29-28）
第3試合 フェザー級 5分3R
○  ディエゴ・ヌネス vs.  ハファエル・アスンソン ×
3R終了 判定2-1（30-27、29-28、28-29）
第4試合 フェザー級 5分3R
○  エリック・コク vs.  ベンディ・カシミール ×
1R 3:01 三角絞め
第5試合 バンタム級 5分3R
○  ヴァグネイ・ファビアーノ vs.  フランク・ゴメス ×
3R終了 判定3-0（30-27、30-27、30-27）
第6試合 ライト級 5分3R
○  ウィル・ケアー vs.  カレン・ダラベジャン ×
1R 1:20 腕ひしぎ十字固め

### メインカード
第7試合 バンタム級 5分3R
○  エディ・ワインランド vs.  ウィル・カンプザーノ ×
2R 4:44 KO（右ボディブロー）
第8試合 ライト級 5分3R
○  クリス・ホロデッキー vs.  ダニー・ダウンズ ×
3R 1:09 チョークスリーパー
第9試合 フェザー級 5分3R
○  ジョシュ・グリスピ vs.  L.C.デイビス ×
1R 2:33 TKO（レフェリーストップ：ギロチンチョーク）
第10試合 フェザー級 5分3R
○  マーク・ホーミニック vs.  イーブス・ジャボウィン ×
2R 3:21 TKO（レフェリーストップ：マウントパンチ）
第11試合 ライト級 5分3R
△  ジェイミー・ヴァーナー vs.  カマル・シャロルス △
3R終了 判定1-1（29-27、27-29、28-28）

### 各賞
ファイト・オブ・ザ・ナイト： マーク・ホーミニック vs. イーブス・ジャボウィン
ノックアウト・オブ・ザ・ナイト： エディ・ワインランド
サブミッション・オブ・ザ・ナイト： ジョシュ・グリスピ
各選手にはボーナスとして10,000ドルが支給された。